# Melay, Maine-et-Loire

Melay este o comună în departamentul Maine-et-Loire, Franța. În 2009 avea o populație de 1,599 de locuitori.